# Leptogaster salina
Leptogaster salina là một loài ruồi trong họ Asilidae. Leptogaster salina được Lehr miêu tả năm 1972. Loài này phân bố ở vùng Cổ Bắc giới.